# Алексей Петров
Алексей Илиев Петров е бизнесмен, политик и преподавател (доцент в УНСС), експерт по корпоративна сигурност и антитероризъм. Президент на българската и балканската федерация по карате. Застрелян е на 16 август 2023 г. в град София.

## Биография
Алексей Петров е роден на 23 април 1962 година в Бабинци, Тетевенско като Асан Омеров. Завършва милиционерското средно училище в Пазарджик през 1981 г. Работи 8 г. в силите за сигурност и в силите за антитероризъм до началото на 1990-те години.
На 15 август 2002 г. е извършен неуспешен атентат срещу него. На 3 септември 2009 г. Алексей Петров заявява: „Бойко, свали лихвите“. На 22 декември 2009 г. е изпратено писмо до вицепремиера Симеон Дянков с предложение на ССИ за пазарни мерки от страна на държавата, които да доведат до намаляване на лихвите от страна на търговските банки.
През 2009 г. е обявен от тогавашния вътрешен министър Румен Петков за дългогодишен секретен сътрудник на контраразузнаването, после и на ДАНС. На 10 февруари 2010 г. е задържан и обвинен за лидер на престъпната група „Октопод“, занимавала се с рекет и изнудване. През октомври същата година е пуснат под домашен арест, а обвиненията са намалени до рекет и изнудване срещу 2 лица от 1998 и 2000 г.
През февруари 2014 г. специализираният съд взема решение за прекратяване на разследването по т. нар. „Голям Октопод“. Четири години след провеждането на операцията, прокуратурата не успява да събере необходимите доказателства, така че да бъдат повдигнати обвинения и делото да влезе в съда. На 29 октомври 2015 г. отново е извършен неуспешен атентат с гранатомет срещу него. На 13 ноември с. г. Алексей Петров обявява награда от 100 хиляди долара за информацията кой стои зад атентата срещу него. Пред медиите Петров показва голям лист с написан телефонен номер в чужбина и имейл, на който ще очаква информация за атентаторите. Алексей Петров заявява, че е започнал собствено разследване, в което ще бъдат включени и чуждестранни експерти и допълва: „Да се бори с тероризма може единствено държавата, да бъде победен – зависи от обществото“. През юли 2021 г. е окончателно оправдан по делото „Октопод“.

## Бизнес
Алексей Петров е съучредител на застрахователните дружества „Аполо и Болкан“ и „Спартак“. До 2000 г. е член на борда им, както и на „Средец М“, а по-късно и на „Левски Спартак“. До 1998 г. участва във фирма „Будоинвест“ ООД заедно с Бойко Борисов и Румен Николов – Пашата. Член на Надзорния съвет на НОИ, експерт към Съюза за стопанска инициатива на гражданите. В периода 2017 – 2023 година е съдружник на Недялко Недялков в новинарска агенция ПИК.

## Спортна дейност
Бил е треньор на българския национален отбор по карате. Президент е на Българската национална федерация карате.

## Академична дейност
Преподава в УНСС от края на 1990-те години. Защитава докторска дисертация по проблемите на фирмената сигурност в Специализирания научен съвет на Академията на МВР.

## Държавна сигурност
Алексей Петров е бил щатен служител в Държавна сигурност, управление VI, направление „Т“.

## Президентски избори 2011
На 7 юли 2011 г. е издигната кандидатурата му за президент от група граждански сдружения и от Инициативен комитет „Единение и екипност“. Кандидат за вицепрезидент първоначално се предполага, че ще бъде бившата съдийка Душана Здравкова, но впоследствие става доцент Николай Георгиев, бивше военно аташе в посолството на България в Париж. На 7 септември 2011 г. Алексей Петров и неговият екип искват налагане на мораториум върху политическите партии. 

## Смърт
Алексей Петров е застрелян с пушка на 16 август 2023 г., в района на столичния квартал „Драгалевци“, докато се разхожда на Витоша. Умира на място на 61 години. Простреляна е и придружаващата го жена, която по-късно е настанена в болница „Пирогов“. Погребан е на 24 август 2023 г. в частния Гробищен парк „Свети Архангел Михаил“ в кв. „Бояна“ в София.